# Kostel svatého Petra a Pavla (Varnsdorf)
Kostel svatého Petra a Pavla ve Varnsdorfu je římskokatolický děkanský kostel na náměstí v severočeském Varnsdorfu. Barokní sakrální stavba v dnešní podobě je z roku 1776. Od roku 1966 je kostel chráněn jako kulturní památka.

## Historie

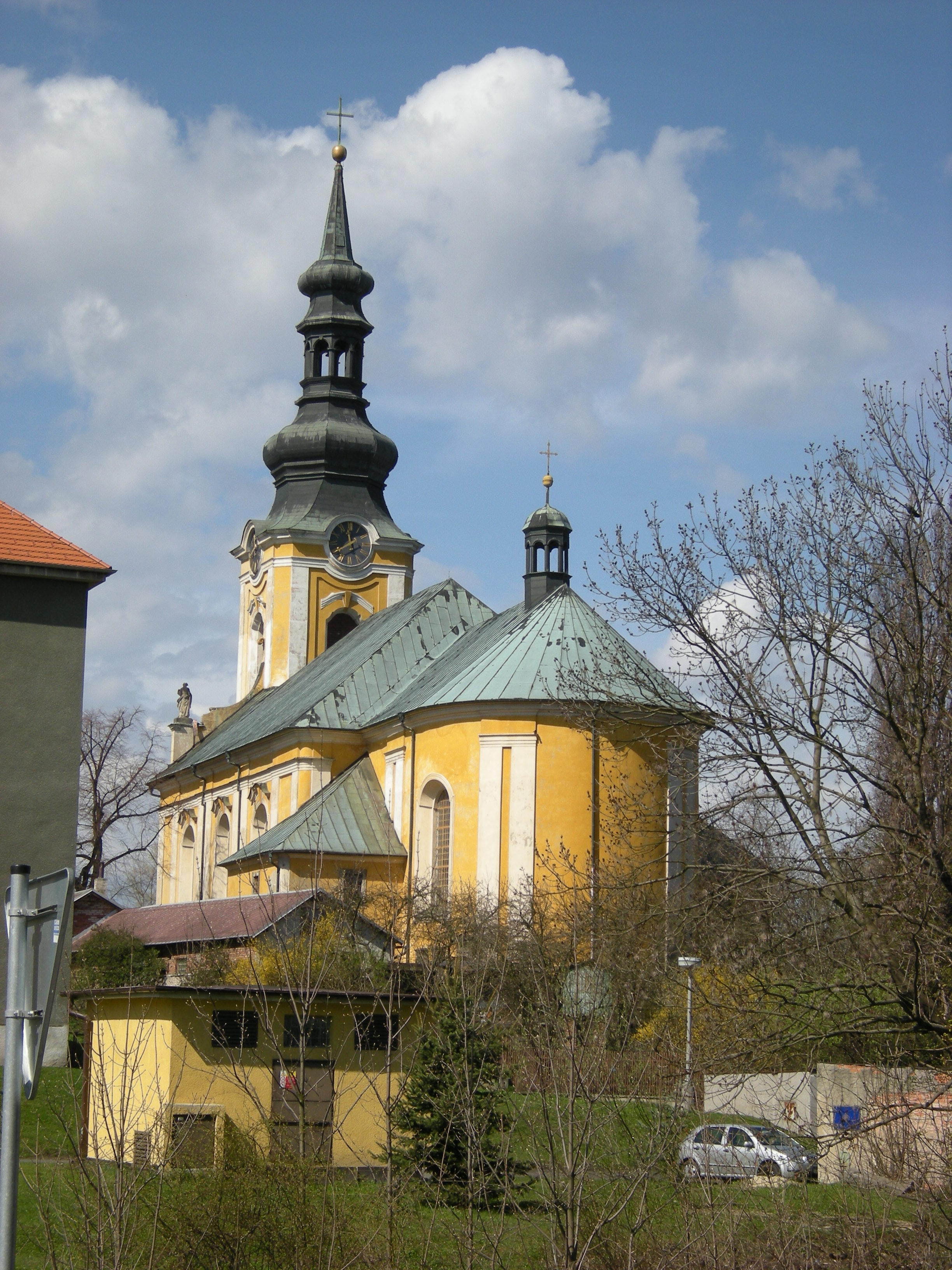
Závěr děkanského kostela ve Varnsdorfu

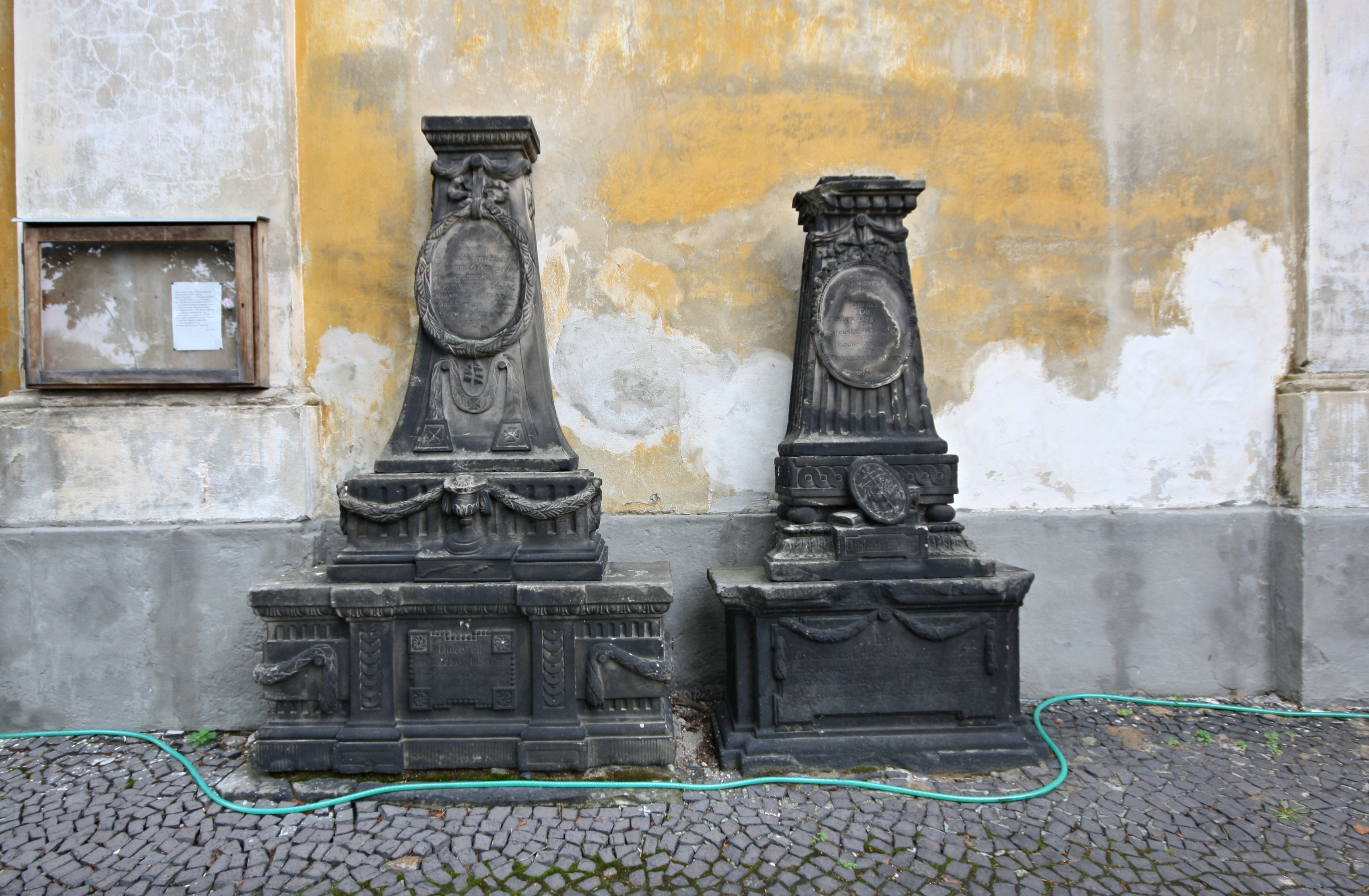
Náhrobky u jižní stěny

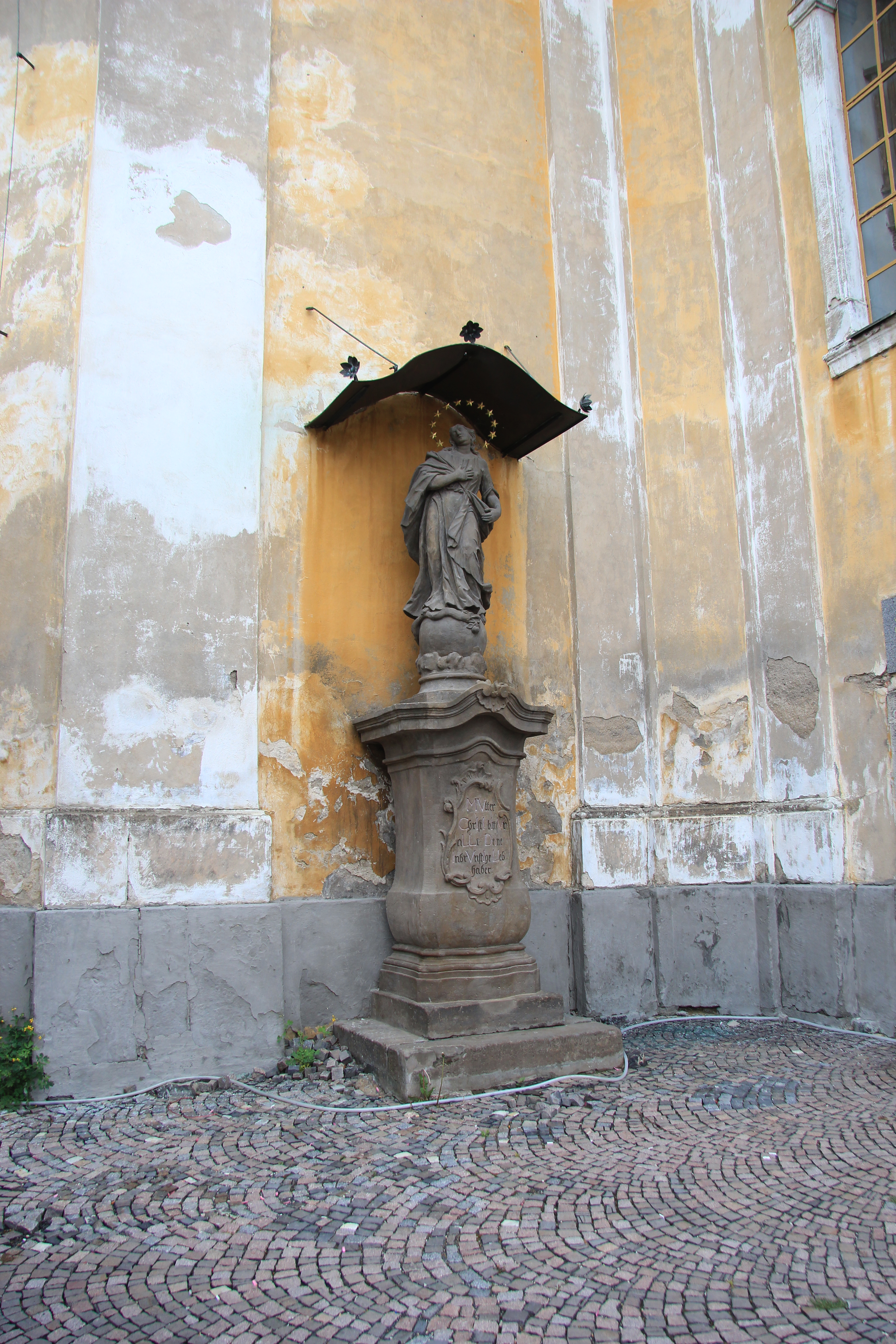
Socha Immaculaty u kostela

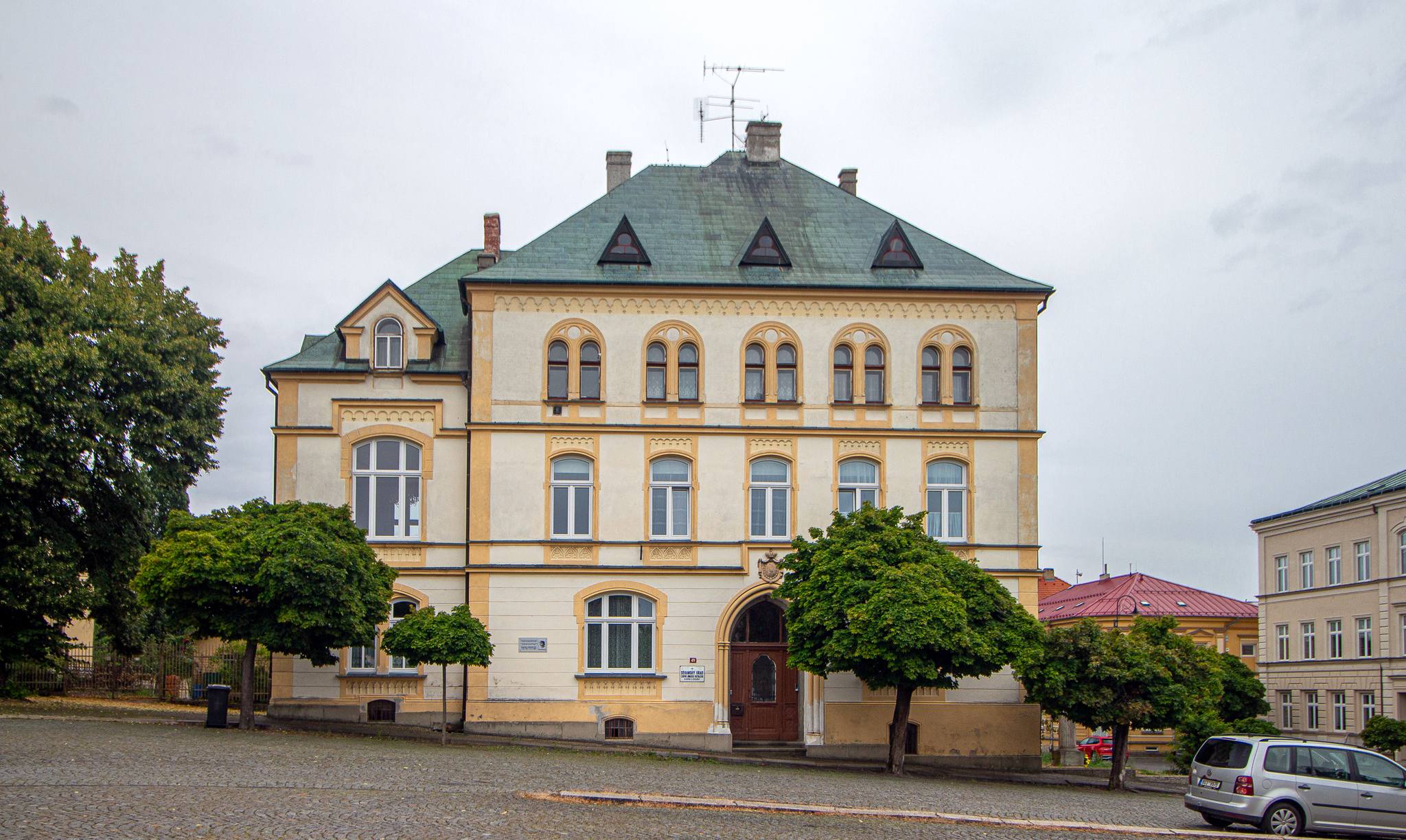
Farní budova varnsdorfského děkanství vedle kostela

První písemná zmínka o kostele je z roku 1352. Existuje legenda o kameni s letopočtem 1233. Kostel byl postaven na místě původního, snad dřevěného kostelíka ze 2. poloviny 13. století, který byl založen za vrcholné středověké kolonizace. Varnsdorf byl v době vzniku lesní lánovou vsí a ke kostelu patřil kostelní lán. v roce 1428 si tehdejší farář Jan stěžoval, že dosavadní farní pozemky jsou velice chudé a nedovolují mu držet čeleď, načež musel koupit pro faru a kostel čtyři a půl prutu polí, tedy asi třetinu lánu i s domkem od varnsdorfského usedlíka Petra Waynthera za 121 hřiven žitavských grošů. 
Původní kostel byl v roce 1766 zbořen a základní kámen nového kostela byl položen v témže roce. Stavbu vedl rumburský stavitel J. Eiselt. Stavba byla přerušena v roce 1768. Dokončen byl po přerušení stavby v letech 1774–1776 děčínským stavitelem J. V. Koschem. Věž byla dokončena roku 1777. Barokní výzdoba je ještě o rok mladší. V roce 1829 byl kostel poškozen požárem, při němž se zřítila věž, která byla do roku 1832 opravena podle návrhu inž. Stibitze za vedení stavitele J. Höhla.

## Architektura
Kostel je jednolodní s bočními průchodními kaplemi, které mají tribuny v patře. Má obdélný, polokruhově ukončený presbytář s obdélnou kaplí Panny Marie a sakristií, která má v patře oratoř. Kaple i sakristie se nacházejí po stranách presbytáře. Západní průčelí je se středním rizalitem, který je ukončený trojúhelným štítem. Průčelí je vyvrcholeno hranolovou věží s bání a prolomeno okny s odsazeným záklenkem a má supraportu se zvlněnou římsou.
Presbytář je sklenut polem placky a konchou s lunetami. Loď je sklenuta třemi poli placky, které jsou odděleny valeným pásy. Boční kaple je sklenuta valenou klenbou s lunetami. Tribuny mají valenou klenbu. Kaple a sakristie s oratoří jsou sklenuty plackami. Stěny jsou členěny v presbytáři shluky pilastrů a v lodi dvojicemi pilastrů. Poprsně oratoře, tribun a kruchty jsou zvlněné.
Interiér má jednotnou malovanou ornamentální a architektonickou výzdobu. Na klenbě v presbytáři je freska Nejsvětější Trojice, v lodi jsou výjevy ze života sv. Petra a sv. Pavla. V boční lodi je vyobrazení Panny Marie mezi anděly od J. Menchela a A. Donatha.

## Zařízení
Zařízení pochází převážně z poslední třetiny 18. století. Hlavní oltář je klasicistní z 19. století. Je na něm tabernákl a obraz sv. Petra a sv. Pavla od vídeňského malíře Johanna Nepomuka Steinera v luisézním rámu. Dva boční protějškové oltáře sv. Anny a sv. Jana Nepomuckého pocházejí z roku 1780. Jedná se o rokokové, panelové oltáře s novějšími obrazy a s původními sochami světců po stranách. V presbytáři je oltář sv. Josefa z roku 1777. Je rokokový, avšak s novodobým obrazem. Má bohatou sochařskou výzdobu. Rokoková kazatelna z roku 1778 je bohatě řezaná. Jsou na ní postavy andělů se symboly Božských ctností – Víry, Naděje a Lásky. Rokoková zpovědnice pochází z roku 1780 a některé prvky z konce 18. století. Původní varhany byly rokokové z roku 1782. Byly upraveny v roce 1829. V roce 1904 získal kostel nové varhany, dílo varhanáře Hermanna Euleho z Budyšína. V presbytáři se nachází oválná, mramorová křtitelnice z roku 1782. Má dřevěné řezané víko se soškou Boha Otce. Křtitelnice je ohrazená klasicistní mříží s růžičkami a je komponována jako protějšek k oltáři sv. Josefa. Její architektonicky řešená zadní stěna s baldachýnem a s bohatou rokokovou výzdobou s vázami vrcholí skupinou křtu Páně. V presbytáři jsou rokokové intarzované lavice. Lavice v lodi jsou rokokové, řezané. V kostele se nachází rokoková soška Pražského Jezulátka v rokokové skříňce (svatyňce). V lodi je také obraz sv. Jana Nepomuckého, který pochází snad z roku 1818 a obraz Panny Marie od F. Tkadlíka s letopočtem 1821. Obraz Krista Trpitele v presbytáři pochází z 1. poloviny 19. století.

### Kaple Panny Marie
V boční kapli Panny Marie je rokokový oltář z roku 1779. Nachází se v ní nika s obrazem Panny Marie v bohatě řezaném rámu s postavami světců.

## Zvony
Roku 1908 byl vysvěcen a zavěšen nový zvon, jako náhrada za zvon poškozený letní bouří v roce 1907. V roce 1969 byly vysvěceny nynější zvony v kostele. Jmenují se sv. Karel (950 kg), sv. Marie (450 kg) a sv. Josef (230 kg).

## Vnějšek kostela
Nad bočním vchodem je umístěna pamětní deska, připomínající premiéru Beethovenovy Missy solemnis, která zde byla uvedena roku 1830. Na vnější jižní straně kostela jsou dva klasicistní náhrobníky z roku 1796 a z období kolem roku 1800. V areálu bývalého hřbitova jsou další, jednodušší náhrobníky, které pocházejí z 1. poloviny 19. století. U kostela je socha Immaculaty z roku 1771. U čp. 488 je socha sv. Antonína Paduánského ze 2. poloviny 18. století. Další socha stojí u čp. 736/VI. Jedná se o sochu sv. Jana Nepomuckého z roku 1803. Je s andílky a stojí na klasicistní podstavci, který je signován „Johann Mezdrizky Bildhauer aus Prag“. Před čp. 483 se nachází pískovcový sloup s litinovým křížem z roku 1812. Vedle kostela se nachází farní budova děkanství.